# Йъгева
Йъгева (на естонски Jõgeva) е град в Естония, с население 6349 (2006), административен център на област Йъгева, източна Естония. Йъгева получава статут на град на 1 май 1938 г. и се смята за най-студеното място в Естония.

## Население в миналото
- 1959 – 2496
- 1970 – 3644
- 1979 – 5389
- 1989 – 7035

## Побратимени градове
- Йонава, Литва
- Каарина, Финландия
- Карлстад, Швеция
- Кеуруу, Финландия

## Личности
- Бети Алвер (* 10. ноември 1906; † 19. юни 1989), естонска поетеса.
- Ало Матийсен (* 22. април 1961; † 30. май 1996), естонски композитор.